# Peperomia obovalis
Peperomia obovalis är en pepparväxtart som beskrevs av Trel. & Yunck.. Peperomia obovalis ingår i släktet peperomior, och familjen pepparväxter. Inga underarter finns listade i Catalogue of Life.